# Alpine (comté de Los Angeles, Californie)
Pour les articles homonymes, voir Alpine.
Alpine est une localité non incorporée du comté de Los Angeles en Californie. Elle est située à 868 m d'altitude.